# 莫西县
莫西县，中国古县名。
北魏太和十一年（487年）置，治所在今陕西省永寿县店头镇好畤河村。属武功郡。隋朝开皇十八年（598年）改名好畤县。 